# Saint-Sylvestre-Cappel
Saint-Sylvestre-Cappel é uma comuna francesa na região administrativa de Altos da França, no departamento do Norte. Estende-se por uma área de 8.14 km². Em 2010 a comuna tinha 1 200 habitantes (densidade: 147,4 hab./km²).